# اچ‌دی ۱۵۷۶۶۲
اچ دی 157662
اچ‌دی ۱۵۷۶۶۲ یک ستاره است که در صورت فلکی آتشدان قرار دارد.